# Carole Thate
Carole Helene Antoinette Thate (født 6. december 1971 i Utrecht) er en tidligere hollandsk hockeyspiller, der spillede 168 landskampe for Holland og scorede 40 mål. Hun debuterede den 20. november 1989 i en venskabskamp mod England.
Thate var medlem af det hollandske hold til OL i 1992 i Barcelona, 1996 i Atlanta og 2000 i Sydney. I 1996 og 2000 vandt holdet bronze. Hun var kaptajn for holdet i flere år. Hun spillede som midtbane for de hollandske klubber Shinty, Schaerweyde, Kampong og Amsterdam. Efter hun stoppede sin aktive karriere blev hun direktør i den hollandske fond Johan Cruijff Foundation i Amsterdam.
Hun var i 1996, sammen med bokseren Raymond Joval, den første der modtog Årets sportsmand i Amsterdam
Thate lever i partnerskab med den australske hockeyspiller Alyson Annan. De fik deres første barn i maj 2007.